# 9762 Германнгессе
9762 Германнгессе (9762 Hermannhesse) — астероїд головного поясу, відкритий 13 вересня 1991 року.
Тіссеранів параметр щодо Юпітера — 3,624.